# 渡辺雄二 (ボクサー)
渡辺 雄二（わたなべ ゆうじ、1970年5月2日 - ）は、日本の元プロボクサー。東京都練馬区出身。斉田ボクシングジム所属で、元日本スーパーフェザー級、OPBF東洋太平洋フェザー級、同ライト級王者、WBA世界フェザー級・スーパーフェザー級1位。

## 来歴

### スーパーフェザー級
1990年5月14日、プロデビュー。
1991年10月14日、日本スーパーフェザー級王者赤城武幸に挑み、2回KO勝ち。王座奪取に成功し、赤城に替わって世界戦線入りを果たす。1992年1月11日には苦しみながらも鈴木敏和を下し初防衛に成功、6月8日付で王座返上した。

#### 世界初挑戦
1992年8月10日、スティーブ・クルス（米国）とノンタイトル10回戦を行い、2回TKO勝ち。世界ランキングもWBAスーパーフェザー級1位まで上昇。
1992年11月20日、東京体育館においてWBA世界スーパーフェザー級王者ヘナロ・エルナンデス（米国）指名挑戦者として対戦。技巧派王者の前に得意の強打を発揮できず。開始早々から一方的に打ち込まれ、6回レフェリーストップによるTKO負け。王座獲得に失敗し、プロ初黒星を喫した。
1993年8月30日、東京体育館で行われた再起2戦目でマルコス・ゲバラ（ベネズエラ・世界6位）との世界ランカー対決（渡辺は7位）に臨むが、7回TKO負け。この敗戦で世界戦線から脱落。その後、1年余りリングから遠ざかる。

### フェザー級
1994年9月12日の再起戦以降は1階級下のフェザー級で戦うようになる。
1995年5月8日、OPBF東洋太平洋フェザー級王者クリス・サギド（フィリピン）とノンタイトル戦を行い、10回判定勝ち。9月11日、今度はタイトルマッチとしてサギドと再戦し、4回TKO勝ちで返り討ち。王座獲得に成功し、その後2度防衛し、王座返上。世界ランキングもWBAフェザー級1位に浮上。

#### 2回目の世界挑戦
1997年3月30日、再び指名挑戦者として両国国技館において4年4か月ぶりとなる2回目の世界挑戦。3階級制覇のWBA世界フェザー級王者ウィルフレド・バスケス（プエルトリコ）に挑むが、マック・クリハラ直伝のアウトボクシングを試みたことが逆効果となってしまう。2回に2度のダウンを喫してさらに顎を骨折、結局都合3回目のダウンを喫した5回31秒KO負けを喫した。

### スーパーフェザー級復帰
1998年8月26日の再起戦以降は階級をスーパーフェザー級に戻す。
1999年2月6日、OPBF東洋太平洋スーパーフェザー級王者長嶋健吾に挑戦するも、10回TKO負けで王座獲得に失敗。

### ライト級
2000年1月10日、白鐘権の王座返上に伴うOPBF東洋太平洋ライト級で王座決定戦に出場。柳昇呼（韓国）と対戦するが、フルラウンドの死闘の末、引き分けで王座獲得ならず。
2000年4月10日、OPBF東洋太平洋ライト級王座決定戦再出場。ステュワート・パターソン（オーストラリア）と対戦し、2回TKO勝ちで王座獲得に成功。東洋太平洋王座2階級制覇を達成した。
2000年10月2日、初防衛戦で柳昇呼と再戦し、3回KO負けで王座陥落。試合後のリング上で引退を表明した。

### 引退後
現在もトレーナーとして斉田ジムに留まり、後進の指導に当たっている。

## 戦績
- プロボクシング：31戦 25勝 (23KO) 5敗1分

| 戦           | 日付           | 勝敗 | 時間 | 内容        | 対戦相手                     | 国籍           | 備考                                           |
| ------------ | -------------- | ---- | ---- | ----------- | ---------------------------- | -------------- | ---------------------------------------------- |
| 1            | 1990年5月14日  | ☆    | 1R   | KO          | 菅野信悟(オークラ)           | 日本           | プロデビュー戦                                 |
| 2            | 1990年8月28日  | ☆    | 3R   | KO          | 三浦雄司(ヨネクラ)           | 日本           |                                                |
| 3            | 1990年10月18日 | ☆    | 1R   | KO          | 箕田一成(新日本木村)         | 日本           | 1990年度B級トーナメントスーパーフェザー級決勝  |
| 4            | 1991年2月11日  | ☆    | 2R   | KO          | 深谷博明(ライオンズ)         | 日本           |                                                |
| 5            | 1991年5月13日  | ☆    | 4R   | KO          | 植田龍太郎(ライオンズ)       | 日本           |                                                |
| 6            | 1991年8月12日  | ☆    | 2R   | TKO         | チョン・ヨンマン             | 韓国           |                                                |
| 7            | 1991年10月14日 | ☆    | 2R   | KO          | 赤城武幸(新日本木村)         | 日本           | 日本スーパーフェザー級タイトルマッチ           |
| 8            | 1992年1月13日  | ☆    | 9R   | TKO         | 鈴木敏和(神戸)               | 日本           | 日本王座防衛1                                  |
| 9            | 1992年4月13日  | ☆    | 3R   | KO          | オスカル・ビリャベルデ       | フィリピン     |                                                |
| 10           | 1992年8月10日  | ☆    | 2R   | KO          | スティーブ・クルス           | アメリカ合衆国 |                                                |
| 11           | 1992年11月20日 | ★    | 6R   | TKO         | ヘナロ・エルナンデス         | プエルトリコ   | WBA世界スーパーフェザー級タイトルマッチ        |
| 12           | 1993年4月12日  | ☆    | 2R   | KO          | テリカン・パナス             | フィリピン     |                                                |
| 13           | 1993年8月30日  | ★    | 7R   | TKO         | マルコス・ゲバラ             | ベネズエラ     |                                                |
| 14           | 1994年9月12日  | ☆    | 2R   | KO          | スル・ボーイ・アラーン       | フィリピン     |                                                |
| 15           | 1994年11月3日  | ☆    | 2R   | KO          | ユン・ドンチョル             | 韓国           |                                                |
| 16           | 1995年1月9日   | ☆    | 2R   | TKO         | アルジョー・ハロ             | フィリピン     |                                                |
| 17           | 1995年5月8日   | ☆    | 10R  | 判定3-0     | クリス・サギド               | フィリピン     |                                                |
| 18           | 1995年9月11日  | ☆    | 4R   | TKO         | クリス・サギド               | フィリピン     | OPBF東洋太平洋フェザー級タイトルマッチ         |
| 19           | 1996年1月8日   | ☆    | 7R   | KO          | ビルヒリオ・オペニョ         | フィリピン     | OPBF防衛1                                      |
| 20           | 1996年5月13日  | ☆    | 5R   | 負傷判定2-0 | イ・ドゥヨル                 | 韓国           | OPBF防衛2                                      |
| 21           | 1996年11月6日  | ☆    | 1R   | TKO         | ジミー・コルデロ             | フィリピン     |                                                |
| 22           | 1997年3月30日  | ★    | 5R   | KO          | ウィルフレド・バスケス       | プエルトリコ   | WBA世界フェザー級タイトルマッチ                |
| 23           | 1998年8月26日  | ☆    | 4R   | TKO         | キム・チャンチョル           | 韓国           |                                                |
| 24           | 1998年10月30日 | ☆    | 1R   | K0          | アーノルド・ハスパ           | フィリピン     |                                                |
| 25           | 1999年2月6日   | ★    | 10R  | TKO         | 長嶋建吾(18古河)             | 日本           | OPBF東洋太平洋スーパーフェザー級タイトルマッチ |
| 26           | 1999年8月6日   | ☆    | 2R   | KO          | シエンチピャ・シッチャセイ   | タイ           |                                                |
| 27           | 1999年11月10日 | ☆    | 2R   | TKO         | ジョンジョン・アバオ         | フィリピン     |                                                |
| 28           | 2000年1月10日  | △    | 12R  | 判定1-1     | リュ・スンホ                 | 韓国           | OPBF東洋太平洋ライト級王座決定戦               |
| 29           | 2000年4月10日  | ☆    | 2R   | KO          | ステュワート・パターソン     | オーストラリア | OPBF東洋太平洋ライト級タイトルマッチ           |
| 30           | 2000年7月14日  | ☆    | 1R   | TKO         | カノンサック・ソーウォラピン | タイ           |                                                |
| 31           | 2000年10月2日  | ★    | 3R   | KO          | リュ・スンホ                 | 韓国           | OPBF陥落                                       |
| テンプレート |                |      |      |             |                              |                |                                                |

## 獲得タイトル
- 第43回国体少年の部フェザー級優勝
- 第27代日本スーパーフェザー級王座（防衛1）
- 第30代OPBF東洋太平洋フェザー級王座（防衛2）
- 第36代OPBF東洋太平洋ライト級王座（防衛0）